# 鮫島眞男
鮫島 眞男（さめしま さねお、1909年9月2日 - 1995年10月2日）は、日本の国会職員、日本の法学者。第4代衆議院法制局長。衆議院法制局退官後は、城西大学と近畿大学の教授を務めながら商法を研究。位階は正三位。

## 経歴
鹿児島県日置郡東市来村長里（現・日置市東市来町長里）にて生まれ、1922年3月鶴丸尋常小学校卒業。鹿児島県立第二鹿児島中学校 (旧制)へ入学し、2年次から修了まで首席。1926年に同中を4年修了して、第七高等学校造士館 (旧制)へ進学し同校文科でも首位の成績。1930年3月第七高等学校造士館文科卒業。同年東京帝国大学法学部法律学科に入学、1933年、同学科を卒業。
1932年の高等試験司法科に合格し、1933年大学卒業後函館地方裁判所司法官補に任じられ、1934年12月より判事（東京地方裁判所、水戸地方裁判所）。1935年に結婚し、生涯で子が二男四女。1940年、司法省民事局の司法事務官となり、1941年より法制局参事官。最高裁判所調査官を経て、1947年に新たに発足した衆議院法制局の職員となり第三部長（1948年9月4日～1951年8月31日）、第二部長（1951年9月1日～1961年2月9日）、法制次長（1961年2月10日～1972年7月12日）を歴任。1972年7月12日、第4代衆議院法制局長に就任し、1973年9月27日まで務める。
法制局長退任後は法務省法制審議会商法部会委員や司法試験二次考査委員（商法担当）などを経て、1977年から1982年まで城西大学経済学部教授、1982年から1991年まで近畿大学法学部教授を務めた（いずれも商法担当）。なお、同時期の近畿大学には旧制中学と旧制高校の同期である久保田尚志教授（化学者、1987年まで近畿大学医学部教授）が在任しており旧交を温めた。
1979年11月3日、勲二等旭日重光章。1995年8月29日聖路加病院に入院し10月2日肺炎により逝去、正三位に叙せられる。